# Carnaval des Noirs et Blancs
Le Carnaval des Noirs et Blancs (Carnaval de Negros y Blancos en espagnol) de San Juan de Pasto, la capitale du département de Nariño frontalier avec l'Équateur, est un des plus beaux et plus importants carnavals colombien avec celui de Barranquilla et de Riosucio. Il a lieu tous les ans, du 28 décembre au 7 janvier, soit hors du cadre calendaire traditionnel des fêtes carnavalesques autour du Mardi gras.
Le Carnaval de Negros y Blancos de Pasto est remarquable par son aspect récréatif que bien des manifestations similaires ont perdu. Consacré Patrimoine Culturel de la Nation en 2001, et a été inscrit sur la liste représentative du patrimoine culturel immatériel de l'humanité par l’UNESCO.

## Histoire
La naissance du carnaval de Negros y Blancos remonte au début du siècle, mais ses origines sont l'objet de recherches continuelles, portant tant sur son institution moderne à l’aube du siècle dernier que sur son ancrage ancestral dans des traditions indigènes liées au cycle lunaire, ou dans des célébrations nègres ayant succédé à l’octroi d’un jour de congé par la couronne espagnole à l’époque coloniale.
Il en résulte au-delà de ces considérations érudites, que le Carnaval de Negros y Blancos de Pasto est une expression exemplaire du syncrétisme culturel et social d’un pays encore fortement marqué par des inégalités raciales et économiques.
La version espagnole de la présentation historique du Carnaval sur l’encyclopédie libre, souligne 6 étapes importantes dans sa structuration évènementielle.

### Origines

#### Permanence dans le temps du «Juego de Negritos» à Pasto, tous les 5 janvier
Le « Juegos de Negritos » est aussi connu sous le nom de « Juego de la Pintica » désignant les traces de rimmel noir laissées sur les visages des participants.
Le chroniqueur José María Cordobés Moure, atteste en 1854 de la permanence à San Juan de Pasto de la « récréation sociale » du « Juegos de Negritos », comme une réminiscence des fêtes d’esclaves ayant succédé à partir de 1607 à la rébellion de la population noire de Remedios, située dans le département de Antioquia. Afin de maîtriser l’extension du conflit, la couronne espagnole accorde à cette date un jour de repos à l’ensemble des populations d’esclaves de la province du Grand Cauca. Les fêtes qui en découlent sont probablement plus importantes à l’époque, dans des villes comme Popayán ou Cali plus concernées par la traite négrière, mais c’est pourtant à Pasto que ces célébrations perdurent.

#### Origine du «Jour des Blancs» et son corollaire, le «Jeu des Blancs», en écho à celui des Noirs, le 6 janvier 1912
L'origine du jour des blancs et son corollaire, le jeu des blancs ou « Juego de Blancos » remonte au 6 janvier 1912, jour de l’Epiphanie. Selon la petite histoire, le tailleur de la ville, Don Angel Maria Lopez Zarama entré dans le salon de coiffure des dames Robby, aspergea par surprise la clientèle d’un peu de poudre de fond de teint blanche importée de France au prix fort, en criant au grand dam de propriétaires « Vive les Blancs ». La bataille rangée de parfums et produits cosmétiques qui s’ensuivit fut, au dire des anciens, prolongée sur les fidèles sortant de l’église San Juan Bautista. La clameur de cette rigolade donna dès lors naissance aux fameux vivats du carnaval, « Que Vivan los Negros... Que Vivan los Blancos», aujourd'hui déclamés chaque année par des milliers de participants.

#### L’élection estudiantine de la Reine du Carnaval le 6 janvier 1926 introduit le grand défilé du 6 janvier
La désignation d’une reine du carnaval à partir de 1926, procède de la participation active des étudiants de l’université publique de Nariño aux festivités qu’ils contribuent à animer un peu plus en organisant en date 6 janvier 1926, un rassemblement à travers la ville de « Comparsas » et « Tunas » qui désignent des groupes chorégraphiques de musiciens ambulants. C’est le début de ce qui deviendra par la suite le « Défilé Magno » du Jour des Blancs ».

#### L'apparition de la famille Castañeda le 4 janvier 1929
L’inauguration du carnaval par une grande chevauchée de cavaliers dans les rues de la ville, le 4 janvier 1929, est égayée par l’arrivée, à l’endroit de la concentration équestre devant le bataillon de Boyacá, d’un couple de colons accompagnés de leurs enfants montés sur des mulets surchargés à l’instar des domestiques, d'un fatras de valises et souvenirs de leur séjour en terre amazonienne. La famille bariolée est associée chaleureusement à la turbulence du cortège hippique, qui l’escorte à travers la ville et initie sa renommée aux cris de bienvenue et vivats à la famille Castañeda, poussés par la cavalcade et son public. L’évènement marque les esprits et restera dès lors comme le marqueur officiel de l’inauguration des fêtes et celui d’un message d’accueil chaleureux de la population aux visiteurs.

### Évolutions

#### L'ancrage de la tradition dans la modernité
Le carnaval de Negros y Blancos se développe ensuite parallèlement à la croissance urbaine. Les années 1950 sont le souvenir d’un âge d’or marqué par les créations sophistiquées de chars réalisés par le sculpteur et menuisier, Alfonso Zambrano, qui donne ses lettres de noblesse au travail des artisans du carnaval de Pasto. La ville appuie dès lors de plus en plus l’évènement à travers la remise de prix et le financement d’orchestres nationaux et internationaux. L’arrivée de la route Panaméricaine à Pasto dans les années 1970 ouvre davantage encore les festivités vers l’extérieur. Dans les années 1980, les frères Ordoñez renouvellent les patrons esthétiques des chars des années 1970, inspirés principalement par le courant culturels régionalistes, en proposant des figures thématiques plus universalistes. D’autres jeunes artistes formés à l’université d’art plastique, tel que Harold Roberto Otero, apportent également depuis la fin des années 1990, une complexification des mouvements mécaniques des figures du carnaval, grâce à l’utilisation de nouveaux matériaux tels que la fibre de verre ou le polystyrène.

#### L’institutionnalisation et l’internationalisation du carnaval

##### Institutionnalisation
En novembre 2001, cet évènement  culturel majeur du sud-ouest colombien est reconnu par le congrès de la République colombienne comme patrimoine culturel de la nation.
Cette déclaration précipite :
- La création de Corpocarnaval[6]: Corporation du Carnaval des Noirs et Blancs de Pasto.

Cette nouvelle structure indépendante du bureau des affaires culturelles de la municipalité de Pasto répond au vœu des participants aux défilés de s’affranchir des aléas conjoncturels du politique.
- L’aménagement d’une grande place du Carnaval.

L’affluence de spectateurs le jour du Grand Défilé atteignant le million de personnes, la construction d’une grande place du Carnaval et le balisage d’un parcours officiel des défilés facilite à la fois le transit des participants et la circulation des spectateurs. Le vieux quartier malfamé du marché de la Merced et de l’ancien terminal de transport, sont remplacés par une grande place moderne, cintrée à deux de ses angles d’arcs de triomphe de facture contemporaine.
- La création d’un Musée du Carnaval.

Situé dans le quartier de Pandiaco, le musée du carnaval est censé conservé chaque année les archives de chaque édition ainsi qu’une partie des figures des défilés.

##### Internationalisation
- En août 2006, les organisations respectives du Carnaval de Viareggio en Toscane et celle de Pasto jumèlent leurs festivités[7].

- En juillet 2007, une « Rencontre Globale de Carnaval », réunit à Pasto une quinzaine d’autres manifestations analogues du monde entier[8].

L’internationalisation du Carnaval de Negros y Blancos a pour objectif de sensibiliser l’UNESCO à  la conservation de l’identité de cette manifestation culturelle afin de l’inscrire un jour au patrimoine culturel immatériel de l'humanité.
- En mars 2009, une délégation du Carnaval de Negros y Blancos s'est déplacée en Suisse pour participer au Carnaval de Bâle[9].

- Enfin, le 30 septembre 2009, elle a été inscrite par l'UNESCO dans la liste du patrimoine culturel immatériel de l'humanité[2]. .

## Déroulement des festivités

### Précarnaval

#### Journée des Saints Innocents: 28 décembre

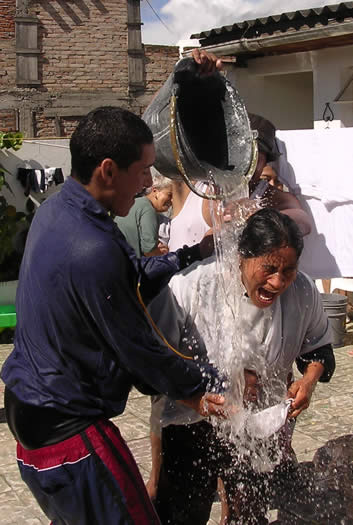
Arrosage du 28 décembre

La Journée des Saints Innocents correspond dans la liturgie chrétienne au massacre d'enfants innocents, par le roi Hérode à la suite de la nouvelle de la naissance du Christ.
La tradition à cette date donne lieu à Pasto, à un grand arrosage collectif en signe de purification. Les autorités préoccupées par le gaspillage de l’eau proposent en remplacement des batailles d’eau par des activités alternatives telles que « Arco Iris en el Asfalto » ou la ballade cyclable des innocents.

##### Arco Iris en el Asfalto
L’appellation signifiant littéralement « Arc-en-ciel sur l’asphalte » est une invitation à l’expression graphique de l’ensemble de la population  sur le bitume d’une des rues historiques  du centre-ville : la Calle de los Colorados.

#### Journée de Sérénades: 30 décembre

##### Sérénade à Pasto
La Sérénade à Pasto se réfère à la présentation sur la place centrale de la ville, de trios de cordes, particulièrement célèbres dans cette région de la Colombie.

#### Journée de l’An Vieux: 31 décembre

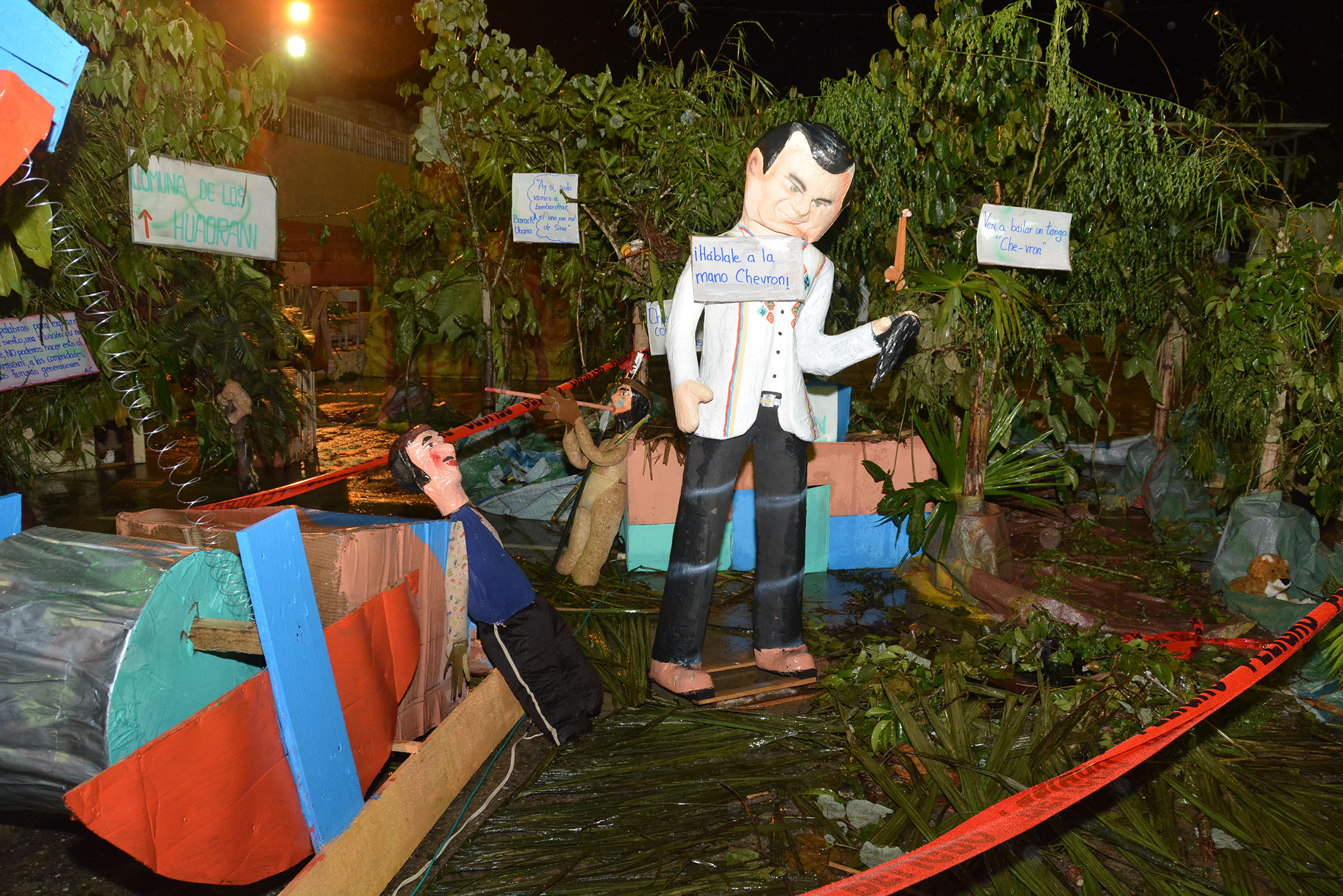
Concurso de años Viejos, 2013

##### Défilés et bûchers d’Años Viejos

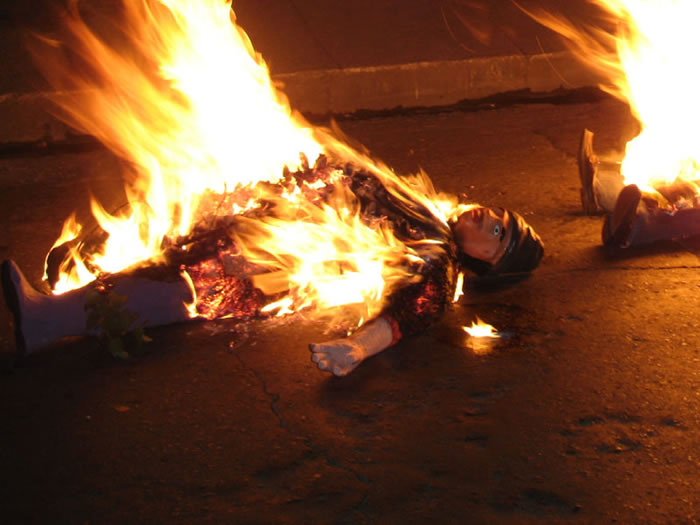
Pantin de l'An Vieux en feu

L’« Año Viejo », c’est un pantin de taille humaine représentant l’année écoulée que l’on brûle allègrement à l’heure du changement de calendrier.
La tradition andine de l’ « Año Viejo » est très vigoureuse à Pasto et dans sa région où s’organisent à cette date, de nombreux défilés de pantins incarnant un fait d’actualité, survenu durant l’année, et porteurs de messages au caractère souvent politique. Les pantins condamnés à une mort certaine, sont toujours accompagnés par le personnage d'une veuve. Celles-ci sont jouées par des hommes travestis en femme, chargés d’exposer et de distribuer aux spectateurs de la procession, un testament faisant l’objet d’un concours littéraire.

##### Noche de Luces
Pour des questions de sécurité liées tant aux accidents de brûlure qu’à la vente d’explosif, les autorités tentent de contrôler depuis 2006 les « bûchers du vieil an » en proposant à la place, l’organisation de plusieurs feux d’artifice répartis dans toute la ville. C’est la « Noche de Luces » ou « Nuit des Lumières ».

#### Journée d’hommage à la Vierge de la Merced et aux Colonies: 2 janvier

##### Hommage à Notre Dame de Las Mercedes

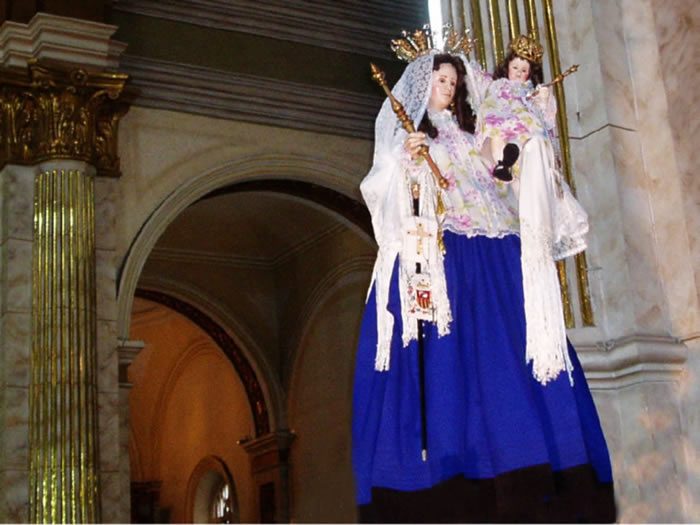
Vierge de la Merced habillée en Ñapanga

La Vierge de la Merced ou Notre Dame de las Mercedes, est la patronne de la « Ville Surprise » ou « Ciudad Sorpresa » comme on dénomme parfois San Juan de Pasto en Colombie. Célébrée le 24 septembre, elle est considérée à Pasto, comme la bienfaitrice des cultures et de la récolte, raison pour laquelle des offrandes de fleurs et des plats typiques lui sont apportées à cette date, par les paysans des campagnes alentour en échange de sa bénédiction sur les fêtes carnavalesques.

##### Défilés des colonies

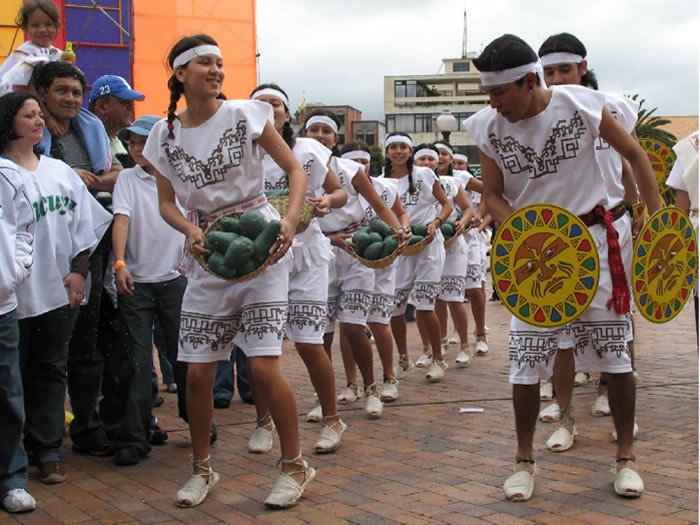
Danseurs de la communauté d'Ancuya

Les « Colonies » ou « Las Colonias » désignent à Pasto, les représentations communautaires des habitants originaires d’autres endroits du département ou du reste du pays. Chacune possédant une identité propre, le défilé des Colonies est l’occasion de mettre en valeur les symboles qui forment partie du caractère intrinsèque à chacune.

##### Pastorock
Pastorock est un évènement de mise en valeur des musiques alternatives à celle qui s’écoutent majoritairement lors du carnaval. La permanence de cet évènement depuis quelques années dans la programmation, a favorisé l’éclosion de productions originales mêlant rock et musiques d’inspirations traditionnelles donnant naissance à des rythmes nouveaux tel que le « sonsureño punkero » ou le « sanjuanito funkero ».

#### Journée des enfants et de retour aux racines: 3 janvier

##### Carnavalito

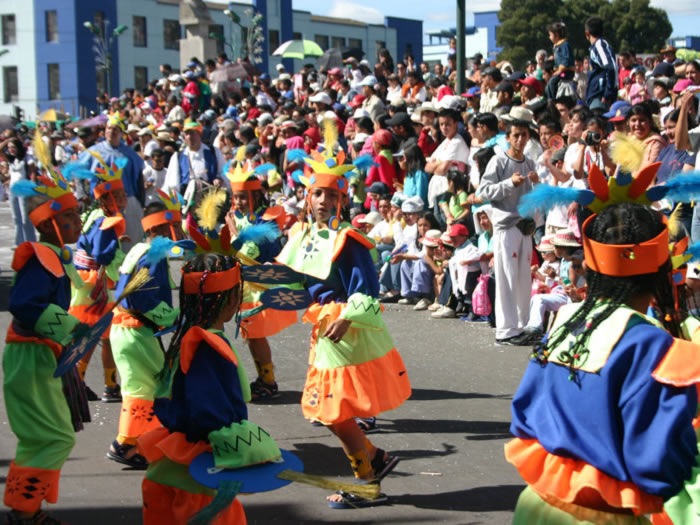
Carnavalito 2007

Le carnavalito est le carnaval des enfants où sont reprises l’ensemble des modalités du grand défilé : Défilé de Chars, Défilé de « Comparsas », groupes chorégraphiques d’une dizaine de protagonistes, défilé de déguisements individuels, défilés de Murgas, groupes musicaux assimilables à une fanfare et défilé de collectifs chorégraphiques de musique andine ou des groupes chorégraphiques de flûtes et percussions andines. Depuis 1966, l’organisation du Carnaval des Enfants configure une véritable école du carnaval.

##### Canto a la Tierra

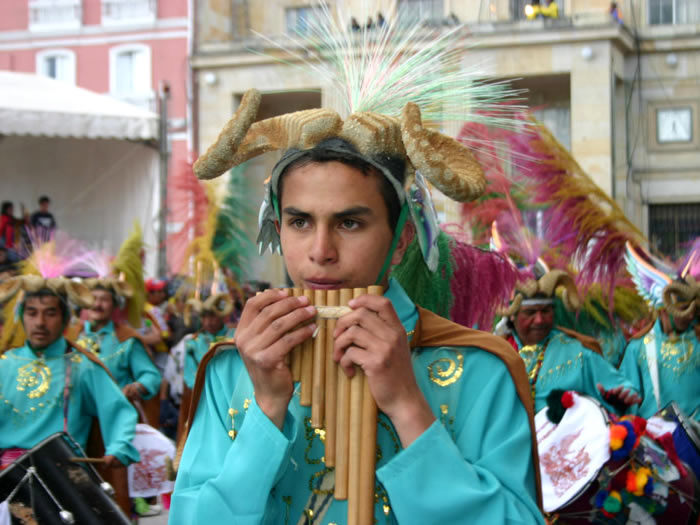
Indoamericanto 2007

Le défilé d’hommages à la terre nourricière ou « Canto a la Tierra » est une résurgence relativement récente mais de plus en plus importante dans le calendrier des festivités des racines andines du Carnaval des Noirs et Blancs de Pasto. Il rassemble aujourd’hui une vingtaine de collectifs réunissant chacun de 50 à 300 flûtistes et percussionnistes de musiques andines, originaires de Colombie mais aussi d’Équateur, du Pérou, du Chili ou de la Bolivie. Le cortège emprunte le parcours du carnaval en sens inverse pour se terminer dans le stade de la Liberté où la fête se poursuit par des concerts d’artistes représentatifs du genre.

### Carnaval

#### Défilé de la Famille Castañeda: 4 janvier

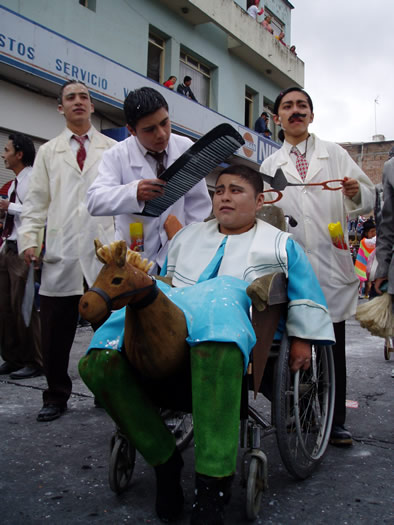
Famille Castañeda 2006

Organisé tous les 4 janvier, le défilé de la famille Castañeda ouvre le Carnaval des Noirs et Blancs par un message de bienvenue et d’allégresse à l’attention des visiteurs prononcés par le Personnage de Périclès Carnaval. (Voir la partie historique). La procession s’organise en réalité autour de plusieurs familles Castañedas, représentant chacune un tableau souvenir de la vie locale d’antan tel que les barbiers, les gendarmes à bicyclette, les étudiants, un bataillon de l’armée, la famille de paysans, etc. Les participants de ce défilé au caractère théâtral, sont sociologiquement issus en majorité des classes  bourgeoises de la ville, qui trouvent à travers cette manifestation, le biais idéal d’une participation active à la fête.

#### Jour des Noirs (Día de Negros): 5 janvier

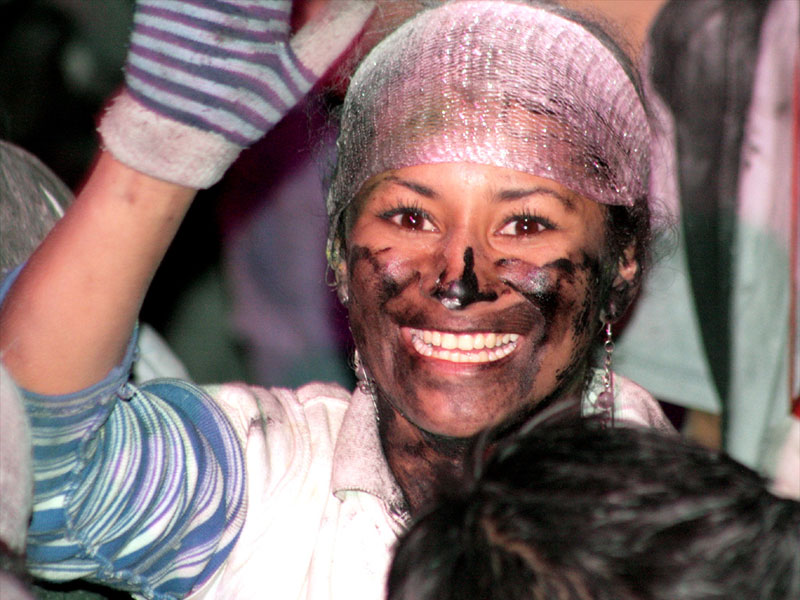
Joueuse du Carnaval des Noirs

Le 5 janvier, le Jour des Noirs ou "Día de Negros" est la circonstance d’un grand jeu consistant à se barbouiller le visage de noir. Ce jeu de barbouille ou « Juego de la Pintica » est un lointain souvenir d’un jour de congés que la couronne espagnole aurait accordé à cette date, aux esclaves de la région historique du Grand Cauca, afin d’apaiser un vent de révolte né d’une rébellion de la population de Remedios située dans l’actuel département de Antioquia. Personne n’explique vraiment comment la décision royale, qui semble avoir eu des répercussions notoires dans la capitale voisine de Popayán, où les historiens rapportent le badigeonnage en noir de certaines façades de maison coloniales, a abouti au « Juego de Negros » ou « Jeu des Noirs » à Pasto. Du fait de l’inexistence dans cette zone des Andes, d’industrie minière ou sucrière, les métissages entre populations de souches coloniales et populations d’origines africaines sont peu importants. La version alléguant qu’au cours des siècles, les populations indigènes et blanches se seraient mélangées aux fêtes nègres en se maquillant le visage de couleur noire, revêt un caractère trop romantique pour être vraisemblable. Une explication plus plausible serait donc plutôt l’idée comme quoi, l’extroversion du jeu, l’opportunité de se libérer et rompre le temps d’une journée, avec les comportements sociaux établis, ait plu à une communauté plutôt paisible et taciturne le restant de l’année.
Au demeurant, ce jour-là, Pasto est noir de monde et tout le monde est noir. Le son des "marimbas" de la côte pacifique et la danse du "Currulao" qui y est associée sont alors à l’honneur sur les podiums musicaux dressés à différents endroits du centre, le temps des festivités. Un concours du meilleur maquillage incite à la créativité des groupes de participants qui se rassemblent dans le centre-ville pour danser et se chamailler jusque tard dans la nuit.

#### Jour des Blancs (Día de Blancos) et Grand Défilé (Desfile Magno): 6 janvier

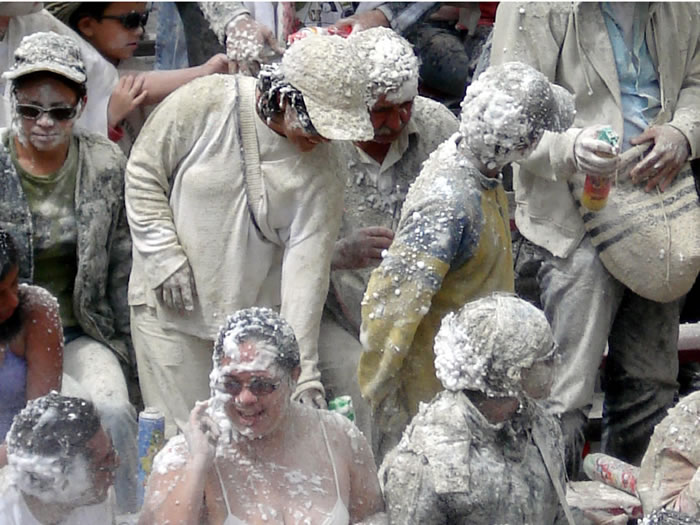
Joueurs du Carnaval des Blancs

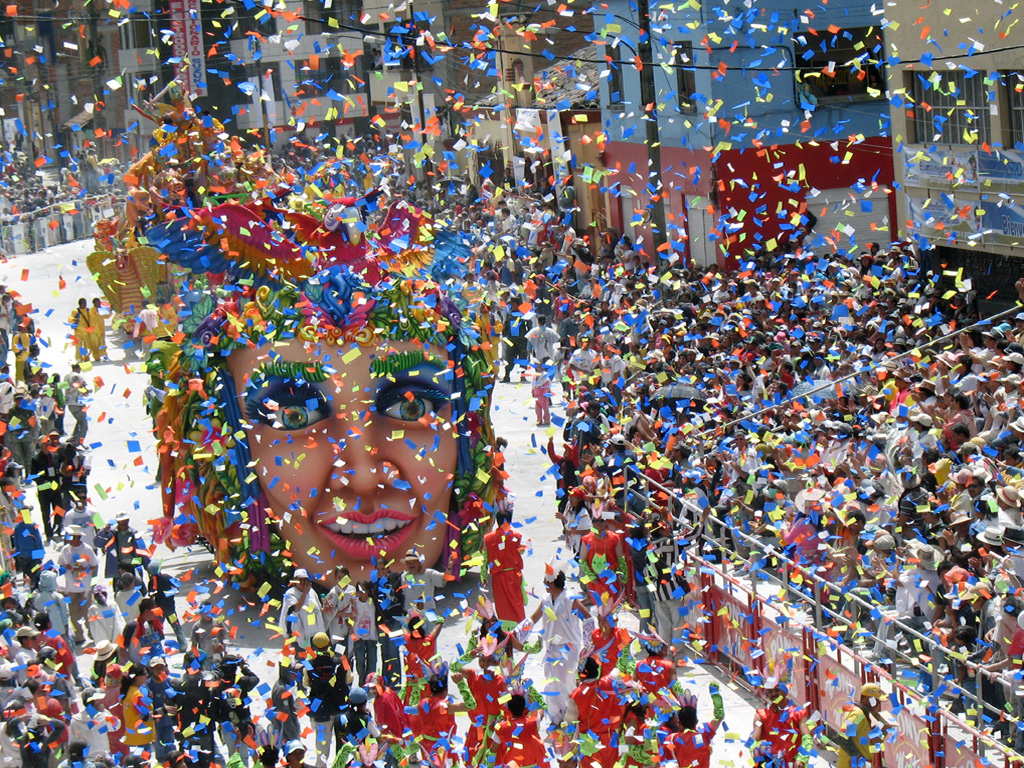
Char "Dieux Ancestraux", Hugo Moncayo 2007, Calle 18, Sentier du Carnaval

Le Jour des Blancs ou « Día de Blancos » marque l’apothéose du Carnaval de Negros y Blancos avec son grand défilé de Chars et mini chars (Carrozas), fanfares (Murgas), déguisements individuels (Disfraces Individuales) et chorégraphie de groupe (Comparsas).
À l’inverse du jour précédent, le public joue cette fois avec du maquillage blanc, des mousses aérosols et du talc. Le cortège de costumes et figurines de papiers mâchés scintillant de mille coloris au départ du cortège, avenue Champagnat, finissent le parcours de 3 km, dans un incroyable nuage de farine avenue des Étudiants.
Un jury qualifie l’illustration thématique des sujets présentés, la qualité de la réalisation (sculpture, peinture et mouvements mécaniques) ainsi que l’animation festive des différentes présentations en vue de l’attribution de prix dont le plus important équivaut à  8200 EUR environ. (25 millions de pesos colombianos 2009). Tous les participants sont bénévoles même si Corpocarnaval, la corporation chargée d’organiser les festivités, finance en amont une petite partie des frais inhérents à la réalisation des motifs. Les plus gros chars se financent également par la location ou la vente de places avec costumes sur les plateformes des remorques de camions qui les transportent le temps du défilé, mais pour tous les participants, l’investissement matériel et temporel dans cette grande fête du 6 janvier relève toujours d’une véritable passion au vu des risques financiers présumés par leur participation au grand défilé.

## Les Cultores

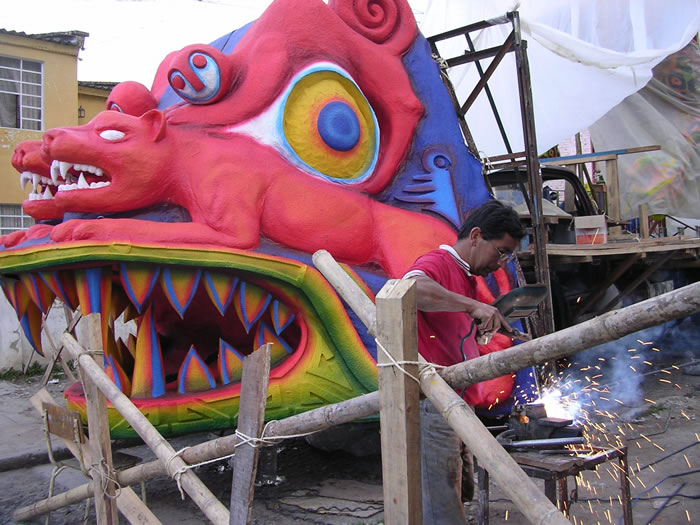
Artisan du Carnaval, Atelier de Roberto Otero 2006

Le terme de « Cultores » du Carnaval de Negros y Blancos de Pasto est un néologisme difficilement traduisible et résultant de l’association des termes de « Culture/Cultura » et « Acteur/Actor », soit quelque chose identifiable aux artisans du carnaval. Le terme d’ « Artesanos » du carnaval est d’ailleurs l’autre expression courante désignant toutefois en premier lieu, les créateurs de chars, plus que l’ensemble des participants aux défilés. Relié à la sociologie ouvrière des grandes familles investie dans la réalisation de figures en papiers mâchés, il évolue vers celui de « Cultores » du fait de la diversification professionnelle des concepteurs de chars autant que la valorisation du caractère artistique des réalisations.
Les « Cultores » du carnaval sont organisés en 2 grandes associations : « Assoarca » et « Caminantes del Carnaval ». La première réunit principalement les créateurs de chars et la seconde les modalités piétonnes des défilés.

## Galerie

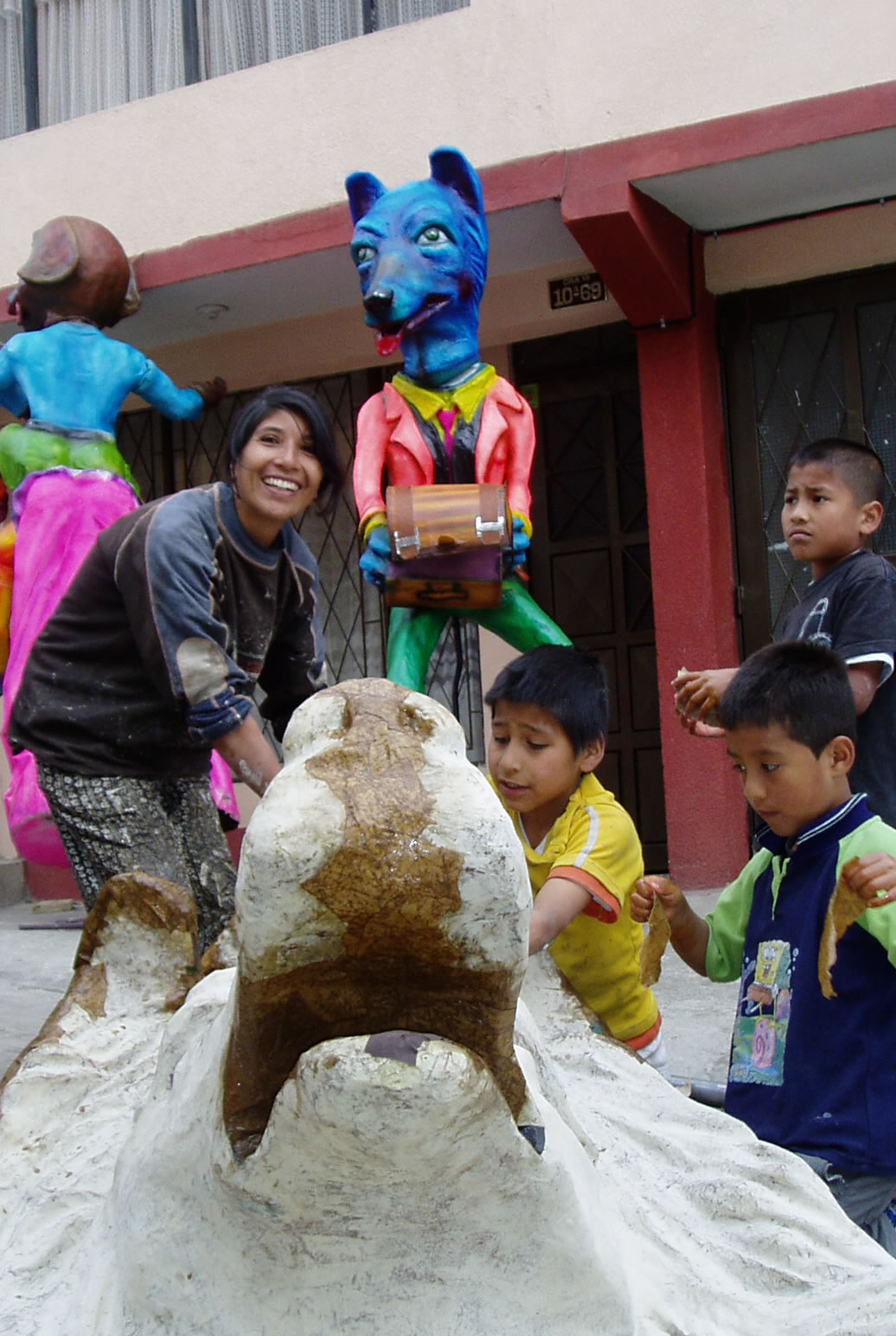
Membres de la famille Chicaiza travaillant à la réalisation de leur char
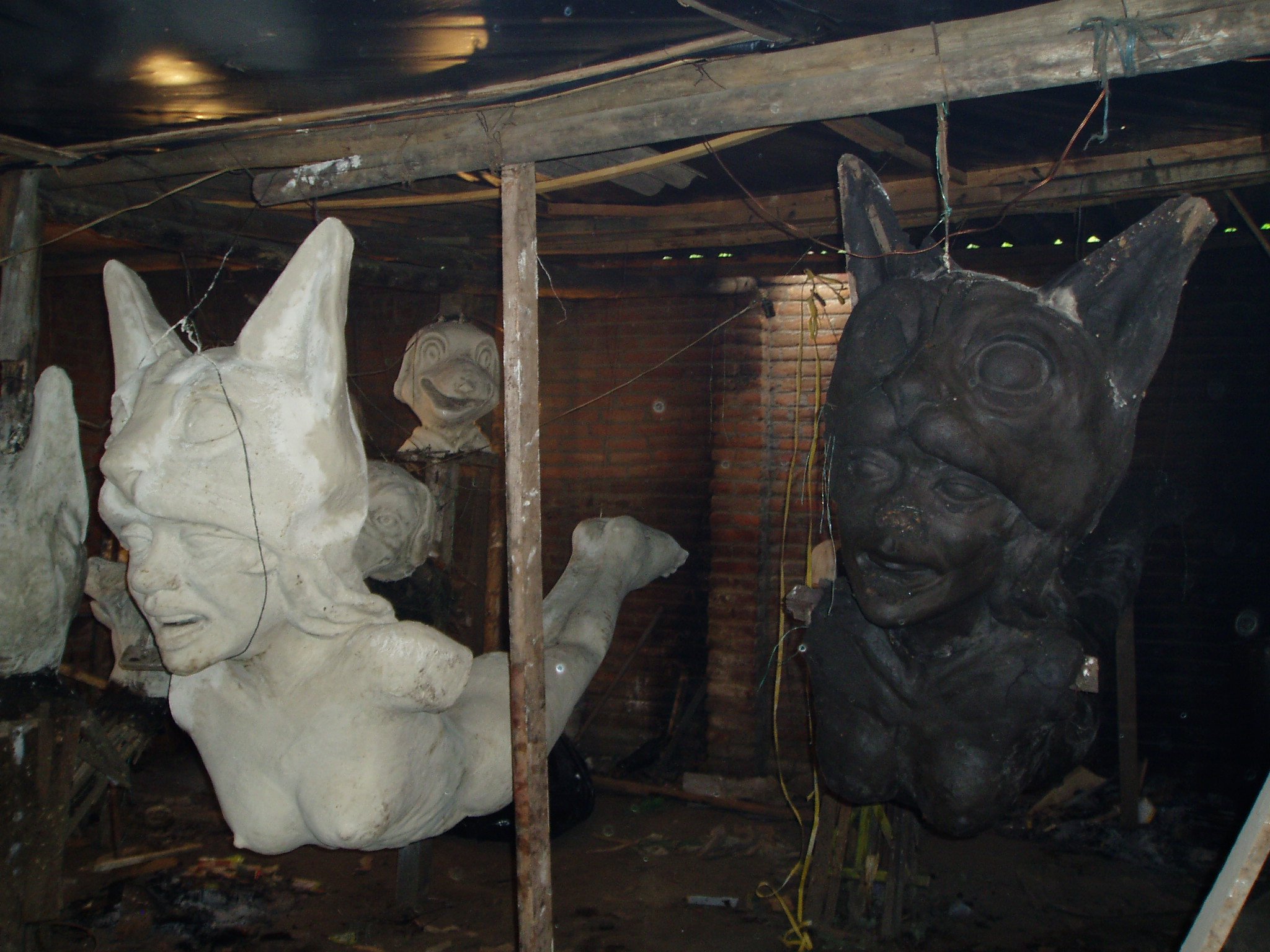
Figures du Carnaval de Pasto. Le moule en terre à droite et la figure en papier mâché à gauche.
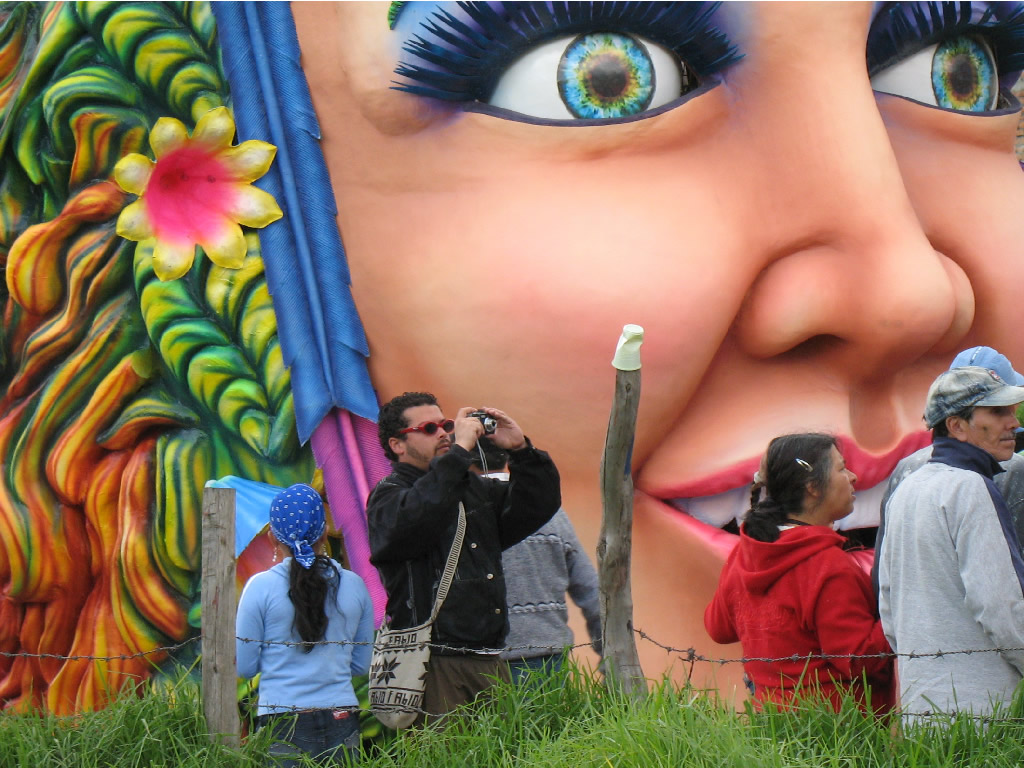
Char du Carnaval "Dieux Ancestraux", du Hugo Moncayo 2007
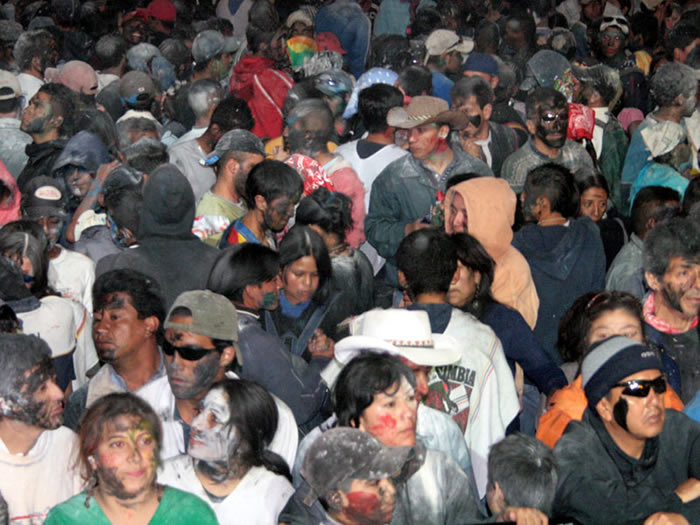
Joueurs du Carnaval des Noirs
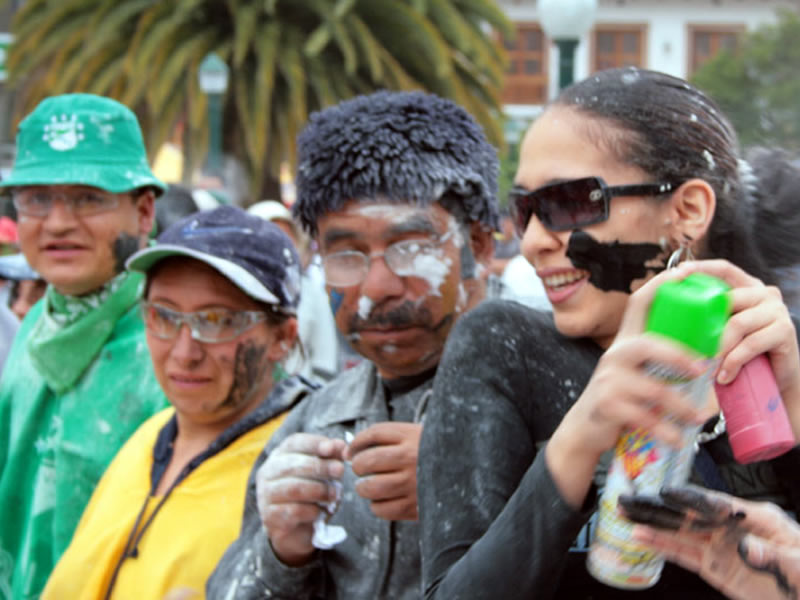
Participants du Carnaval des Noirs
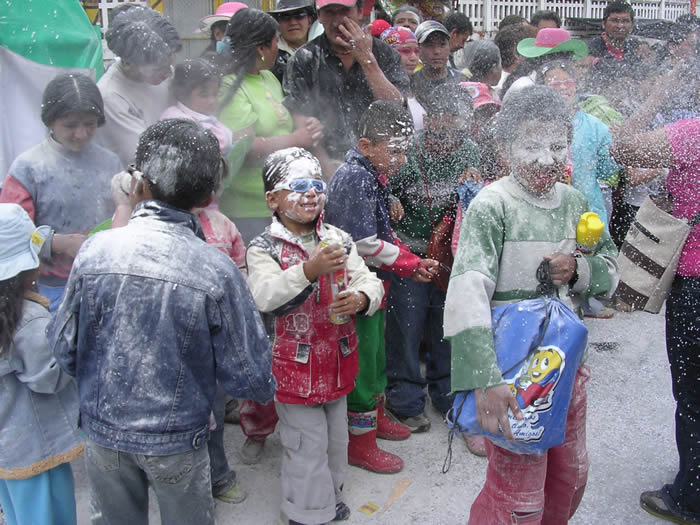
Joueurs du Carnaval des Blancs
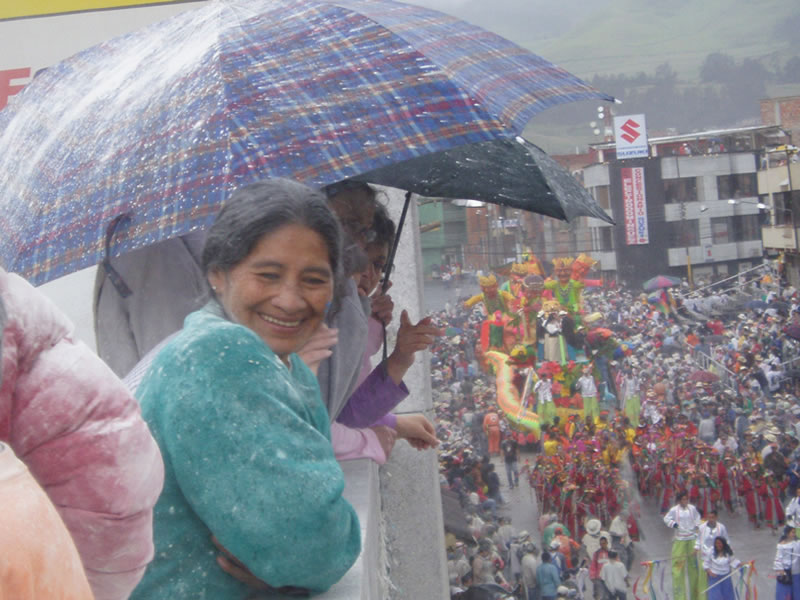
Atmosphère farineuse au passage du Grand Défilé
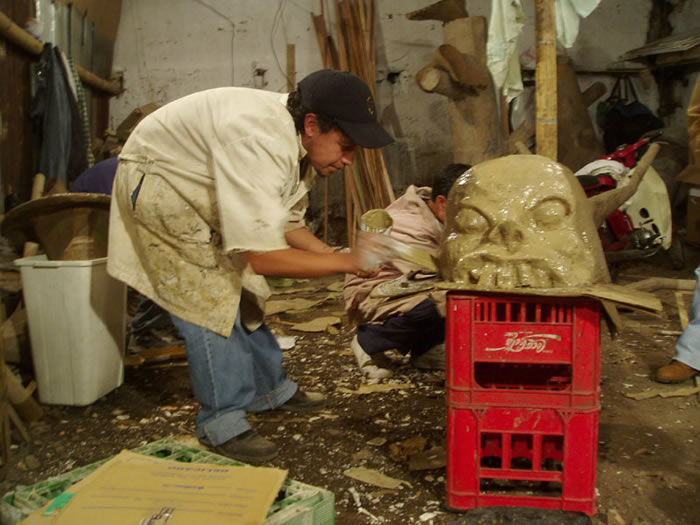
Artisan du Carnaval, Atelier de Javier Calvache & Javier Camacho 2007
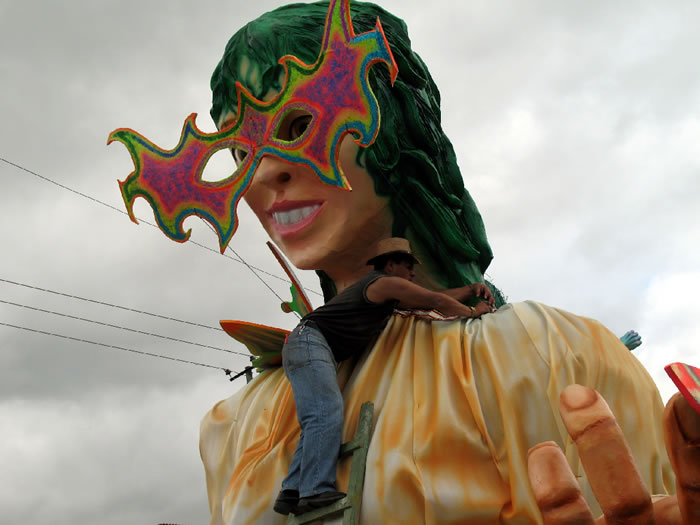
Artisan du Carnaval, Dernier détail avant le départ, Onessimo Delgado 2007
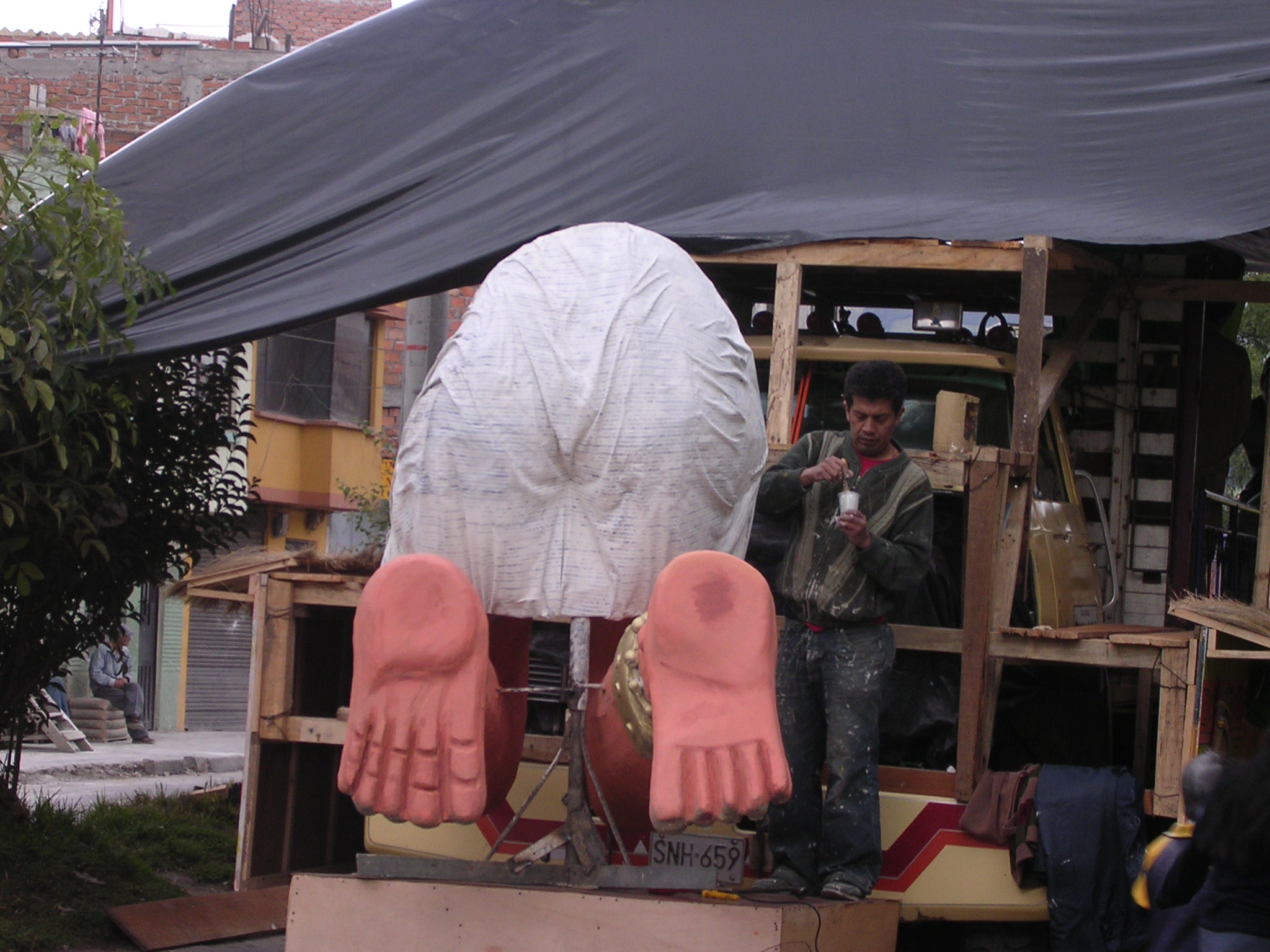
Artisan du Carnaval, Atelier des Frères Erazo 2006
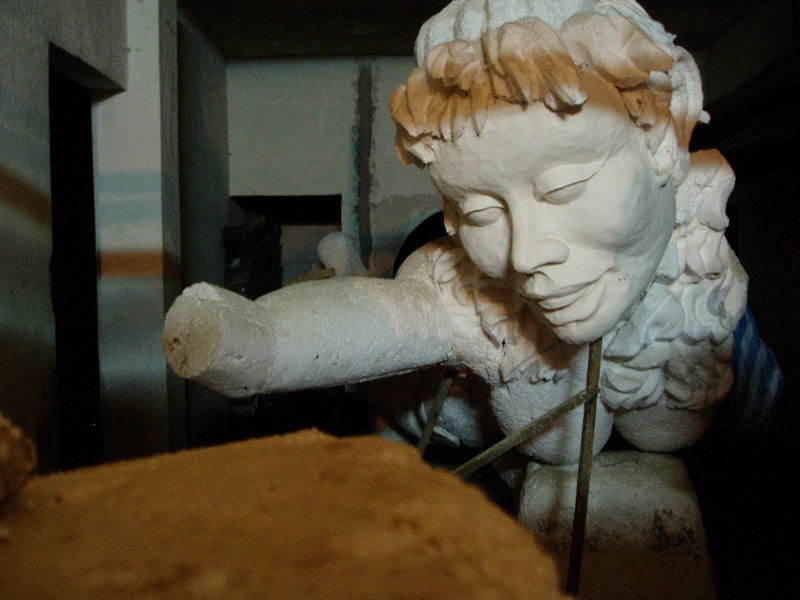
Déité du Carnaval dans la pénombre d'un Atelier (Diego Caicedo)
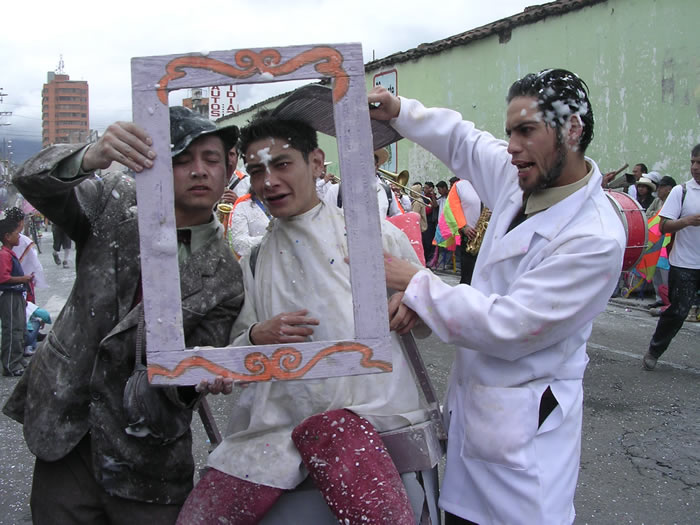
Familia Castañeda 2006, Groupe des Barbiers
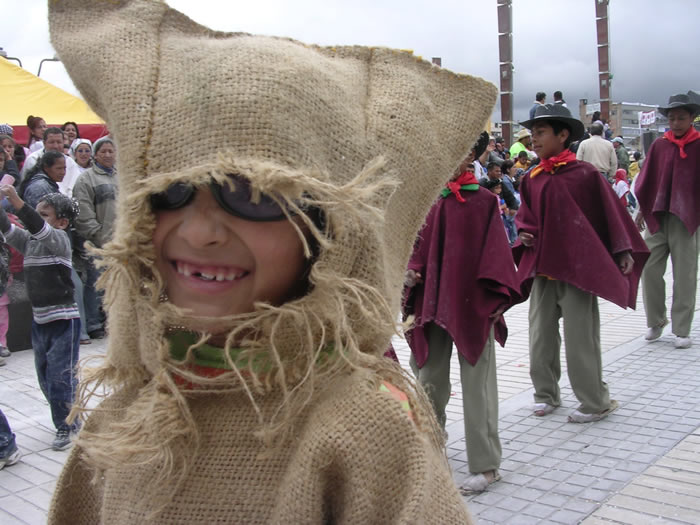
Familia Castañeda 2006, Personnage de l'Ourson
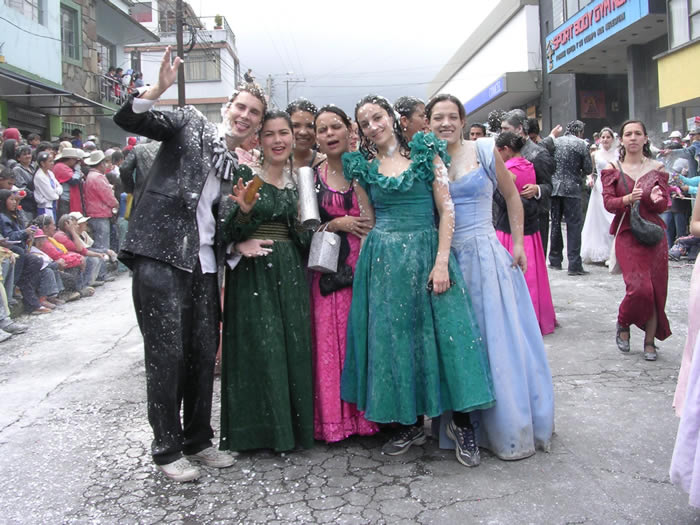
Familia Castañeda 2006, Groupe des Étudiants
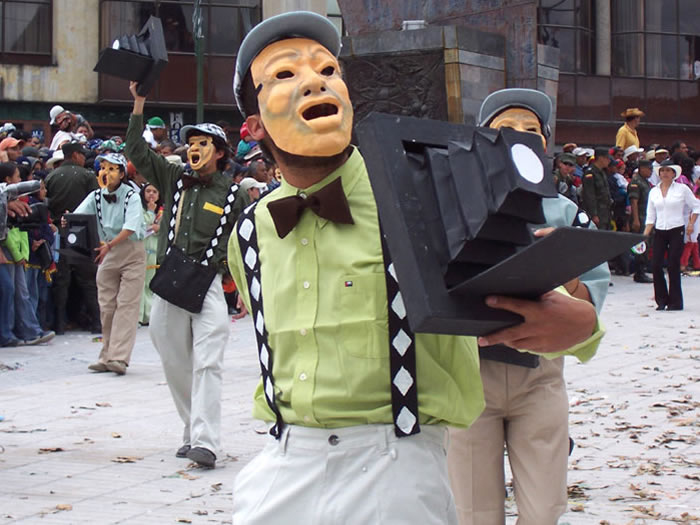
Familia Castañeda 2006, Groupe des Photographes
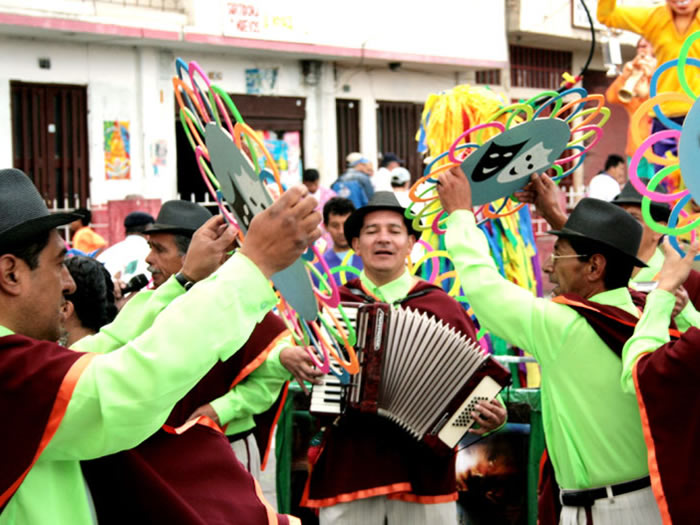
Fanfare du Carnaval des Noirs et Blancs de Pasto 2007
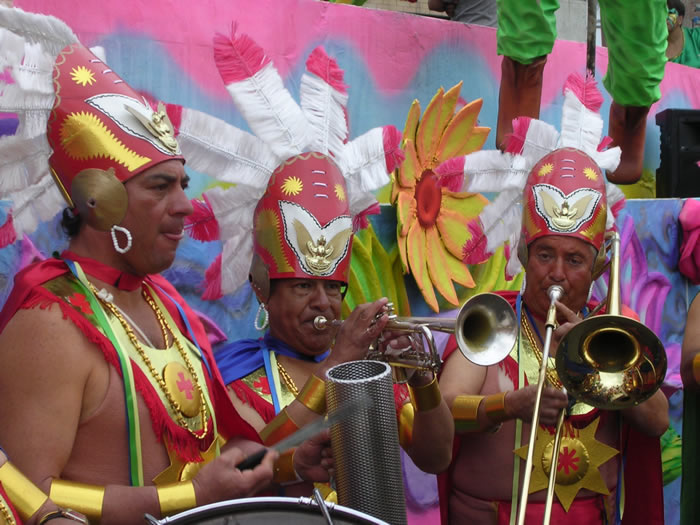
Fanfare du Carnaval des Noirs et Blancs de Pasto 2006
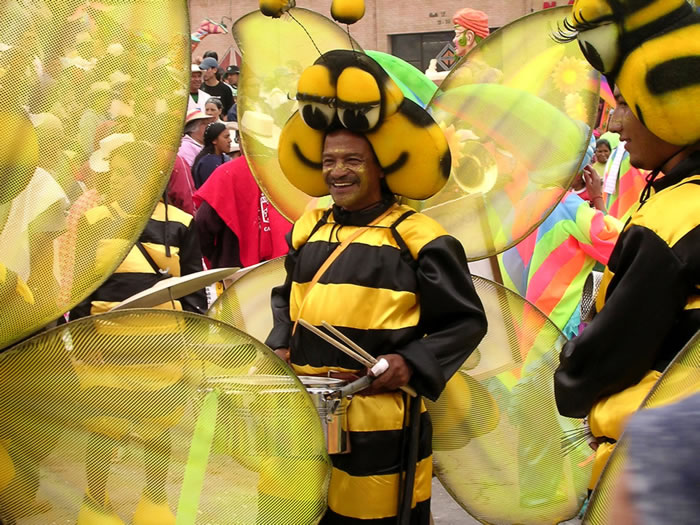
Musicien d'une fanfare du Carnaval des Noirs et Blancs de Pasto 2006
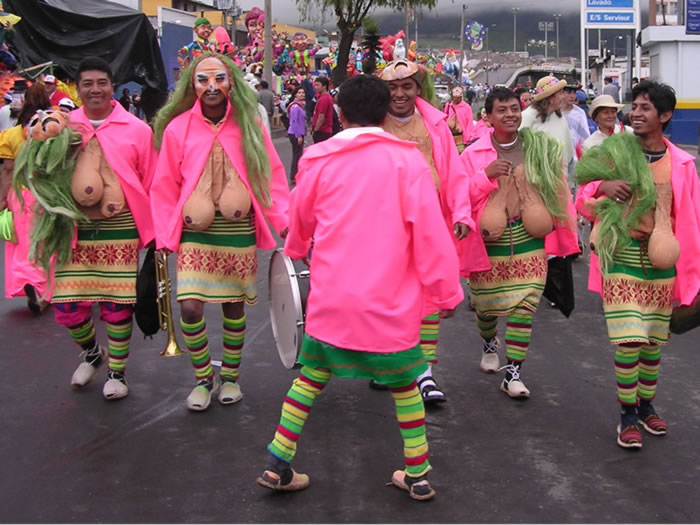
Murga de la Madre Monte, Carnaval des Noirs et Blancs de Pasto 2006